# Bolton (Cumbria)
Bolton is een civil parish in het bestuurlijke gebied Eden, in het Engelse graafschap Cumbria. In 2001 telde het civil parish 416 inwoners. Het heeft een kerk.